# Евстафьева, Ирина Андреевна
Ирина Андреевна Евстафьева (24 июля 1917, Орёл — 22 апреля 2001, Москва) — советская и российская художница, живописец и график.

## Биография
Родилась в семье художников Генриха Матвеевича Блюменфельда и Антонины Фёдоровны Софроновой.
До переезда в Москву в 1926 году жила в семье дедушки, земского врача, в селе Дросково Орловской области. В Москве жила с матерью в мансарде особняка 1825 года постройки в Большом Афанасьевском переулке (в советское время «улица Мясковского»), д. 9, кв. 6.
В 1937—1969 годах жила в Москве на улице Качалова (нын. Малая Никитская), д. 29, затем в новых районах — Тушино, Люблино.
В 1933—1937 годах училась в художественном техникуме ОГИЗа, где познакомилась с Сергеем Ивановичем Евстафьевым, ставшив её мужем. В замужестве взяла его фамилию.
С 1935 году стала членом Московского объединённого комитета художников-графиков, в групповых выставках которого принимала участие с 1948 года.
В 1941—1943 годах была в эвакуации в Башкирии.
В 1932—1972 годах работала в московских издательствах художницей-ретушёром. Начиная с 1960-х годов совершала поездки, посетив Кулугу, Владимир, Ростов Великий, Суздаль, Вологду и приволжские города. В этих поездках создала серию небольших работ, выполненных темперой. Также ездила в Крым (Бахчисарай), Тбилиси, Ереван, Львов, Таллин.
Живя в центре Москвы, с конца 1950-х годов лето проводила с семьёй на съёмных дачах в Подмосковье. Особенно полюбился Звенигород, в котором семья отдыхала несколько десятилетий и где сложился постоянный круг общения художников, друзей Ирины Евстафьевой. Была завсегдатаем Дома-музея А. Н. Скрябина, дружила с его директором, дочерью В. В. Софроницкого, Татьяной Григорьевной Шаборкиной.
С 1995 года — член Международной федерации художников (Москва).
Принимала участие в организации выставок художников группы «Тринадцать» и первой персональной выставки А. Ф. Софроновой в Государственной Третьяковской галерее в 1993 году.
Умерла в Москве 22 апреля 2001 года. Похоронена на Востряковском кладбище.

## Семья
Вышла замуж за Сергея Ивановича Евстафьева, в замужестве взяв его фамилию.
В браке родились двое детей — Евгений (1939) и Нина (1957).
Внучка — Вера Борисовна Евстафьева, художница, дизайнер шрифта.

## Творчество
С 1928 начала систематические занятия рисунком и живописью под руководством матери, выступавшей против обучения в официальных художественных учебных заведениях. Сформировалась в круге друзей Софроновой: Михаила Соколова, художников группы «Тринадцать» Татьяны Мавриной, Даниила Дарана (1894—1964), позднее общалась с кругом Фёдора Семёнова-Амурского. Они культивировали «формотворчество» как альтернативу «омертвевшему реализму», «салонности» и тем более господствовавшему при советской власти официальному «соцреализму», в целом отвергали «творчество на заказ». Рисунок должен быть живым и непосредственным, как письменный почерк, — считали они, — а цвет открытым и в большей степени передающим задуманный образ, нежели фотореальность. Эта линия русского искусства, своеобразно продолжившая открытия французского импрессионизма и постимпрессионизма, в годы господства соцреализма просуществовала и развилась, не вступая с властями в конфликты, на правах полулегального, терпимого, хоть и не поощряемого официально искусства.
Искусствоведы «открыли» группу «Тринадцать» в 1970-е годы, работы Софроновой, Соколова, Мавриной и других попали в Третьяковскую галерею, Русский музей, музеи Нукуса (Каракалпакия, Узбекистан) и областных центров России (прежде всего Орла и Ярославля), в коллекцию русского авангарда Георгия Костаки. Сама Евстафьева приложила немало сил к публичному признанию творчества матери и её друзей.
Художественный путь Евстафьевой, по мнению искусствоведа Сергея Маркуса, можно разделить на 4 этапа.
1930 — конец 1950-х годов — ученичество и «софроновские реминисценции».
Второй этап — 1960-е годы — Софронова знакомится с Семёновым-Амурским, а Евстафьева, почувствовав созвучное в его творчестве, работает в строгой, несколько брутальной манере с выделением контура предметов и фигур, как правило, чёрным цветом. В сочетании с открытым, локальным цветом появляется «эффект витража». Композиция в этих работах, как правило, не собранная, а линейно-фрагментарная: будто выхвачен на листе лишь фрагмент реальности. Холсты этого периода в основном исполнены в масле, но пришла новая пора и лучшим материалом оказалась темпера.
Третий этап — 1970-е годы. С переездом с улицы Качалова в новостройки района Тушино изменилась среда: на смену обжитым старомосковским улицам бывшего аристократического района пришли сверкающие холодным бетоном параллелепипеды типовой «массовой застройки эпохи развитого социализма». Евстфьева радикально отходит от реализма и, отчасти под влиянием древнерусской иконы, отказывается от прямой перспективы и свободно компонует разные планы пространства, согласно творческому замыслу («Чёрная редька», «Улицы Бахчисарая» и др.).
Четвёртый этап — в последнее двадцатилетие Евстафьева не ищет новых языков и приёмов, найденное ранее она применяет для большего углубления. Маврина так оценивала её работы: «Ей Антонина Фёдоровна (Софронова) передала своё красивое видение мира и красивое же письмо, что сейчас редкость».

### Работы
1930—2001 годы — пейзажи Москвы, где с конца 1920-х годов жила и работала; чувствуется традиция богатейшей художественной культуры десятилетий начала XX века.
Натюрморты — полюбила сочетание натюрморта с сельским пейзажем на одной картине в одной плоскости — «пейзажный натюрморт».
1960—2001 годы — серии «Города и городки» отражают многочисленные путешествия по русской провинции, в которую она была влюблена и даже считала себя «художником провинции», несмотря на то, что жила в Москве.
1960-е годы — цикл портретов «Звенигородские старухи», где экспрессивно и с юмором показывает типажи провинциального городка.
1984 год — триптих «Арбатская трилогия» (холст, масло) — единственное программное произведение Евстафьевой, в котором показан мир её матери, художницы-диссидентки советской эпохи. Софронову современники называли «русский Марке» за её романтические пейзажи старого Арбата, исполненные в живописной манере французского постимпрессионизма. Художница предстанет буквально в нимбе с листом в руках, в тесной арбатской мансарде. Вокруг хрупкого творческого человека — неуютный и дышащий тьмой мир огромного и страшного города. Лишь под светом домашнего абажура можно согреться и уйти в созерцание и воссоздание прекрасного. А вдохновение — как луч от одинокой звезды — оно прорвётся сквозь мрак и осветит чистый лист. На этом же триптихе — автопортрет Ирины Евстафьевой в юности.
1980—1990 годы — серии «Бахчисарай» и «Старый Тифлис» отражают не только интерес к южной экзотике, но и полны экспериментов в построении пространства, в которых художница обращается к конструктивистским работам Софроновой 1910-х годов.
1980—2000 годы — выполняет росписи вееров и витражи.
Наряду с художественным творчеством занималась сохранением, изучением и пропагандой творчества А. Ф. Софроновой, М. К. Соколова и в целом художников группы «Тринадцать». В 2001 году в издательстве «RA — Русский авангард» в серии «Архив русского авангарда» вышел подготовленный Анатолием Лейкиным с её большим участием 530-страничный «письменный мемориал» Софроновой — её «Записки независимой», в 2003 году — «Воспоминания о М. К. Соколове» и переписка Соколова — Софроновой 1920—1940-х годов в книге «Михаил Соколов в переписке и воспоминаниях современников».
Способствовала возрождению интереса к наследию вдовы искусствоведа Николая Михайловича Тарабукина (1889—1954), художницы Любови Ивановны Рыбаковой (1882—1972), математика и философа Евгения Евгениевича Слуцкого (1880—1946), художницы Надежды Васильевны Верещагиной-Розановой (1900—1956), а также многих других деятелей русской культуры 1920—1980-х годов.
Написала первый очерк о творчестве Г. М. Блюменфельда.
В селе Дросково (Покровский район Орловской области) открыта Библиотека имени Ф. В. Софронова с экспозицией, рассказывающий, в частности, о деятельности земского врача Фёдора Васильевича Софронова (1859—1936) и его культурном круге, о художницах А. Ф. Софроновой и И. А. Евстафьевой.
Работы находятся в коллекциях:
- Государственная Третьяковская галерея (там же — двойной портрет Т. Мавриной «Антонина Софронова с дочерью Ириной», холст, масло, 1938)
- Орловский областной музей изобразительных искусств
- Звенигородский историко-архитектурный и художественный музей
- Государственный историко-литературный музей-заповедник А. С. Пушкина, Большие Вязёмы, Московская область
- Ярославский художественный музей
- Дом-музей С. И. Танеева, деревня Дютьково под Звенигородом
- частные собрания в России и за рубежом.

## Персональные выставки
- 1981 — Московский государственный университет имени М. В. Ломоносова, химический факультет
- 1985 — Дом культуры «Искра» Ухтомского вертолётного завода имени Н. И. Камова, Москва
- 1988 — Звенигородский историко-архитектурный и художественный музей
- 1988 — Выставочный зал ВООПиК (храм Святого Георгия на Псковской горке), Москва
- 1996 — Большие Вязёмы, Государственный историко-литературный музей-заповедник А. С. Пушкина
- 1997 — Государственный выставочный зал «Ковчег», Москва
- 2003 — Галерея «Ясная Поляна», Тула
- 2003 — Орловский областной музей изобразительных искусств
- 2005 — Ярославский Художественный музей
- 2007 — Выставочный зал ГосНИИ Реставрации, ул. Бурденко, 23, Москва
- 2007 — Московский Дом Национальностей
- 2014 — Дом-музей С. И. Танеева, деревня Дютьково под Звенигородом